# DFS Classic 2007
DFS Classic 2007 — жіночий тенісний турнір, що проходив на відкритих кортах з трав'яним покриттям Edgbaston Priory Club у Бірмінгемі (Велика Британія). Належав до турнірів 3-ї категорії в рамках Туру WTA 2007. Відбувсь удвадцятьшосте і тривав з 11 до 17 червня 2007 року. Друга сіяна Єлена Янкович здобула титул в одиночному розряді.

## Фінальна частина

### Одиночний розряд
Єлена Янкович —  Марія Шарапова 4–6, 6–3, 7–5
- Для Янкович це був 4-й титул за сезон і 6-й — за кар'єру.

### Парний розряд
Чжань Юнжань /  Чжуан Цзяжун —  Tiantian Sun /  Мейлен Ту 7–6(7–3), 6–3
- Для Чжань це був 2-й титул за сезон і 3-й — за кар'єру. Для Чжуан це був 2-й титул за сезон і 3-й — за кар'єру.